# Maxim Mehmet
Maxim Mehmet (Kassel, 1975. július 2. –) német színész. 

## Élete és pályafutása
Vezetéknevét a krími tatár nagyapjától örökölte. Feleségével Berlinben élt, mielőtt Bécsbe költöztek.

## Válogatott filmográfia
- NVA (2005)
- A Hero's Welcome (2008)
- A vörös báró (2008)
- Tetthely (2008–2015, televíziós sorozat, 21 epizód)
- Krauts, Doubts & Rock 'n' Roll (2008)
- Férfiszívek (2009)
- Beloved Berlin Wall (2009)
- Kedves szomszéd (2011)
- Faust (2011)
- Férfiszívek 2. (2011)
- Deckname Luna (2012)
- Generációk háborúja (2013, minisorozat)
- A Faithful Husband (2014)
- Az én csontsovány nővérem (2015)
- Heidi (2015)
- Friesland (2018–, televíziós sorozat, 6. epizódtól)
- Bagdad árnyékában (2019)

## Fordítás
Ez a szócikk részben vagy egészben  a   Maxim Mehmet című angol Wikipédia-szócikk ezen változatának fordításán alapul.  Az eredeti cikk szerkesztőit annak laptörténete sorolja fel. Ez a jelzés csupán a megfogalmazás eredetét és a szerzői jogokat jelzi, nem szolgál a cikkben szereplő információk forrásmegjelöléseként.